# Near to the Stars
Near to the stars es el segundo álbum demo realizado por la banda francesa de black metal Nocturnal Depression, liberada el 19 de junio de 2004. La grabación estuvo bajo la edición del sello discográfico Whispering Night Productions, quién también editó la producción de su demo anterior, Suicidal thoughts.

## Canciones
1. Into the arms of fog - 08:54
2. Near to the stars - 13:08
3. I am the black wizards (Emperor cover) - 14:29
4. Crystal tears from her eyes - 06:30
5. Lost into the nothingness - 00:28